# 4119 Miles
4119 Miles este un asteroid din centura principală, descoperit pe 16 ianuarie 1983 de Edward Bowell.